# Narciso Clavería y Zaldúa
Narciso Clavería y Zaldúa (Gerona, 2 de mayo de 1795 – 26 de junio de 1851), conde de Manila, fue un militar español que ejerció entre 1844 y 1849 de gobernador y capitán general de las Filipinas. Hasta el año 1822, los capitanes generales eran civiles, pero a partir de ese año con la independencia de Filipinas del virreinato de Nueva España, lo fueron siempre militares.

## Biografía
Narciso Claveria y Zaldúa nació en Gerona el 2 de mayo de 1795. Su padre era el coronel de artillería Antonio María Clavería Portu, coronel del Real Cuerpo
de Artillería y Gobernador Militar y Político de Huesca y su madre María Jesús de Zaldúa Murrieta. Ingresó en la Academia Militar en noviembre de 1801 con solo seis años, como artillero distinguido de menor edad. Alcanzando la graduación de teniente general en sus 49 años de servicio al ejército. Durante su carrera militar ocupó diversos cargos de importancia como: Capitán General del Distrito Militar de Navarra (1840), Jefe de Estados Mayor del Ejército del Centro (1840), Capitán General del distrito militar de Aragón (1844) y gobernador, capitán general y presidente de la Audiencia de Filipinas (1844).
El 1831, contrajo matrimonio con Ana de Berroeta Villar, también de familia militar. En reconocimiento a su lista de servicios al país, fue nombrado con título de Conde de Manila.

## Catálogo alfabético de apellidos
Narciso Clavería y Zaldúa publicó un decreto el 21 de noviembre de 1849, disponiendo que la población indígena adoptase apellidos españoles o de resonancia española. Siguiendo la evangelización de Filipinas, muchos habitantes escogieron apellidos como de los Santos, de la Cruz, del Rosario, Bautista debido a su significado religioso (aún hoy estos apellidos son muy comunes entre la población). Muchos otros escogieron apellidos de conocidos líderes y jefes del área, como Lacandola. Además, mucha gente de la misma familia adoptó diferentes apellidos, lo que representó un problema bastante grave para las autoridades españolas, quienes encontraban difícil realizar un censo a los habitantes del archipiélago, así como la recaudación de los impuestos.

### Expedición a Balanguingui
Clavería organizó una campaña militar contra la piratería en la isla de Sámal. Destruyó varias poblaciones y fortificaciones de la isla de Balanguingui, entre la isla de Basilán y Joló, y capturó 130 prisioneros en 1848. Por el éxito de la operación recibió el título de conde de Manila y vizconde de Clavería y recibió la cruz de San Fernando de la reina Isabel II.

Mientras permanecía de servicio como Capitán General de Filipinas, se le declaró una insuficiencia hepática que le debilitó y por el que le desaconsejaron el clima de las islas. Fue relevado del cargo y volvió a España en 1850 para seguir un tratamiento, siendo nombrado senador el mismo año, pero el 26 de junio de 1851 murió en Madrid a los 56 años.
Su nieto y también conde de Manila, fue Narciso Clavería y de Palacios, arquitecto español de estilo predominantemente neomudéjar, que diseñó la estación ferroviaria de Toledo.